# John Knox

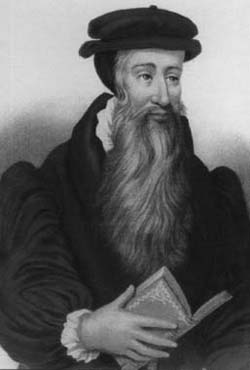
John Knox

John Knox (1505-1572), va ser un ministre escocès. Va ser el reformador de l'Església d'Escòcia va ser un reformador calvinista, teòleg i escriptor escocès que va dirigir la Reforma protestant a Escòcia i el fundador del presbiterianisme. Del luteranisme evolucionà al calvinisme durant els anys del seu exili a Alemanya i de la seva estada a Ginebra (1554-1555). El 1560, aprofitant l'absència de la catòlica reina Maria I d'Escòcia i el trencament de la seva aliança amb França, una junta de Lords, a instigació de Knox, es reuniren en un Parlament per a la Reforma. Acordaren trencar amb l'autoritat del Papa de Roma i promulgar una Confessio Scotica i es va procedir a la secularització parcial dels béns de l'església. Va ser el successor de Knox, Andrew Melville, qui va implantar el presbiterianisme a Escòcia desapareixent la figura del bisbe que ja no va ser mai reintroduïda malgrat els esforços en aquest sentit de Jaume VI d'Escòcia i Carles I.

## Biografia
Nascut a Giffordgate, un carrer de Haddington, East Lothian, es creu que Knox es va educar a la Universitat de St Andrews i va treballar com a notari i sacerdot. Influenciat pels primers reformadors de l'església com George Wishart, es va unir al moviment per reformar l'església escocesa. Va participar en els esdeveniments eclesiàstics i polítics entorn de l'assassinat del cardenal David Beaton el 1546 i la intervenció de la regent Maria de Guisa. Va ser fet presoner per les forces franceses l'any següent i exiliat a Anglaterra quan va ser alliberat el 1549.
Durant l'exili, Knox va ser llicenciat per treballar en l'Església d'Anglaterra, on va pujar en la jerarquia per servir al rei Eduard VI d'Anglaterra com a capellà reial. Va exercir una influència reformadora en el text del Llibre d'Oració Comuna. A Anglaterra, va conèixer i es va casar amb la seva primera esposa, Margery Bowes. Quan Maria I va ascendir al tron d'Anglaterra i va restablir el catolicisme romà, Knox va ser forçat a renunciar al càrrec i deixar el país. Knox es va traslladar a Ginebra i després a Frankfurt. A Ginebra, va conèixer Joan Calvino, amb qui va guanyar experiència i coneixement de la teologia reformada i del govern presbiterià. Va crear una nova orde de servei, que va ser finalment adoptada per l'església reformada a Escòcia. Va deixar Ginebra per dirigir l'església de refugiats anglesos a Frankfurt, però va ser forçat a deixar les diferències sobre la litúrgia, concloent així la seva associació amb l'Església d'Anglaterra.
En el seu retorn a Escòcia, Knox va liderar la Reforma Protestant a Escòcia, en societat amb la noblesa protestant escocesa. El moviment pot ser vist per alguns com una revolució, ja que va dur a la destitució de Maria de Guisa, que governava el país en nom de la seva jove filla Maria, Reina dels Escocesos. Knox va ajudar a escriure la nova confessió de fe i l'orde eclesiàstica per l'església reformada, a Kirk. Va escriure els seus cinc volums La Història de la Reforma en Escòcia entre 1559 i 1566. Va continuar com el líder religiós dels protestants durant el regnat de Maria I d'Escòcia. En diverses entrevistes amb la reina, Knox la va advertir per donar suport a les pràctiques catòliques. Després de ser arrestada pel seu paper en l'assassinat del seu marit, Lord Darnley, i el rei Jaume VI va ser entronitzat en el seu lloc, Knox va demanar obertament la seva execució. Va continuar predicant fins als seus últims dies.

## Conversió al Protestantisme
No hi ha registre que Knox hagi professat la fe protestant, però la tradició presbiteriana creu que això va passar el 1545, ja que abans d'això ell ja havia mostrat senyals de simpatia per aquestes idees. D'acord amb Thomas Guillaume Calderwood, nadiu d'East Lothian, l'Orde de Blackfriars el 1543, va ser la primera a "donar a Knox una mostra de la veritat". El seu canvi d'opinió original ha estat atribuïda al seu estudi d'Agustí i Jeroni, en la seva joventut.
De fet, dels primers 30 anys de la seva vida se'n sap poc. Molt influenciat per George Wishart, esdevingué el seu seguidor l'any 1546, any en què Wishart va ser cremat com a heretge. Aquest erudit va ser probablement l'instrument immediat de la seva conversió, ja que havia tornat, després d'un període d'expulsió, el 1544, i va morir al cadafal, l'última i il·lustre víctima del cardenal Beaton. Entre altres llocs on va predicar les doctrines de la reforma protestant, Wishart havia estat a East Lothian el desembre de 1545, i allí Knox el devia haver conegut. Es podria dir que l'entusiasme gairebé juvenil de Knox per la doctrina l'hauria emocionat. Knox el va seguir sense descans com a guardaespatlles, i portaria una espasa, disposat a utilitzar-la per defensar en Wishart dels emissaris del cardenal que van intentar la seva vida. La nit que van arrestar Wishart, a Knox se li va impedir compartir la seva captivitat, i, per tant, molt probablement, la mateixa sort.
La següent frase de Wishart als seus amics és ben coneguda: «Nay, torna amb els teus fills [alumnes]. Un és suficient pel sacrifici»

## En el ministeri de St. Andrews
El perseguidor de Wishart, el cardenal Beaton, va ser assassinat aquell mateix any i Knox es va unir als assassins al castell de Sant Andreu, però va ser capturat pels francesos i obligat a servir als seus vaixells de galera. Després del seu alliberament l'any 1549, va viatjar a l'Anglaterra protestant. Knox va ser cridat per primera vegada al ministeri de St. Andrews, que al llarg de la seva vida estaria molt lligat a la seva carrera. Sembla que no hi ha hagut cap comanda habitual. Evidentment, ja havia estat ordenat sacerdot a l'Església de Roma.

## Al continent europeu 1554 - 1559
Se li va oferir el bisbat de Rochester, però ell va declinar, sabent que el regnat d'Eduard VI seria curt i que hi hauria un inevitable retorn al catolicisme amb Maria, la seva germana i hereva. Per tant, va escapar quan ella va pujar al tron com a Maria I Tudor. Altres bisbes no van tenir tanta sort. Després de viatjar a Dieppe i Frankfurt, es va traslladar a Ginebra. Allà va començar la seva admiració per la disciplina i la teologia de Joan Calví. En 1554, a Ginebra, accepta, d'acord amb Jean Calvin, un càrrec a l'Església anglicana de Frankfurt.
El 1558 va publicar: Summary of the Proposed Second Blast, on argumentava que el deure dels nobles davant Déu els exigia resistir a un sobirà que promogués la idolatria.

## A Escòcia
En un breu viatge a Escòcia el 1555 - 1556 va ajudar a preparar el nou moviment que culminaria amb la rebel·lió contra França i contra Roma. Tan bon punt Isabel va ascendir al tron anglès, va demanar permís per tornar, que no va ser concedit, ja que havia perorat contra totes les dones del Govern en el seu libel. Primer toc de trompeta contra el monstruós regiment de dones»!
L'any 1559 va tornar, i després d'un sermó que va resultar en el saqueig de cases religioses, va atribuir els desordres a la multitud de canalla, no als "germans". Durant aquell any, va recolzar amb entusiasme els «Senyors de la Congregació» en la seva rebel·lió contra la regent Maria de Guisa. Des d'agost de 1559 fins a la seva mort, va ser el ministre de l'Església Alta d'Edimburg o Sant Egidi (St. Giles, High Kirk d'Edimburg) tenint un paper important el 1560 en la introducció del protestantisme pel Parlament Reformista. Els manifestos de 1560 tenen més contribució de Knox que de qualsevol altre i la Confessió va ser molt important per a la nova Església en les seves declaracions sobre la fe. El culte va ser canviat per sempre per la Litúrgia de Knox, o el Llibre de l'Ordre Comú, que ordenava els serveis en la llengua local i posava la Paraula al centre de tot. Les instruccions per a la comunitat protestant es van donar al seu Llibre de Disciplina que incloïa temes sobre educació general, disposicions per ajudar els pobres, els ancians i els malalts, i més cooperació entre l'Església i l'Estat.

### 1561
Quan la reina Maria Stuart va tornar a Escòcia, va tenir nombroses entrevistes amb ella (només enregistrades per ell) que van ser tempestuoses. Knox va acceptar l'assassinat de Riccio, però quan els assassins no van aconseguir el poder, va marxar d'Edimburg per a Ayrshire i va anar a Anglaterra durant uns mesos. Després que la reina fos enderrocada, va tornar, popular entre els regents del jove rei Jaume VI, però els partidaris de Maria el van obligar a tornar a Sant Andreu durant un temps.
En la seva «Història de la Reforma» Knox dona, històricament, el sabor d'aquests temps, i les seves dades biogràfiques. Era menys ombrívol del que està pintat i més anglòfil, perquè la seva primera dona era anglesa i els seus dos fills van ser enviats a Anglaterra per educar-s'hi. Exagera la seva importància en els fets de la Reforma, ja que altres narracions contemporànies no li atribueixen un gran protagonisme, però la seva "Història" és esmentada entre les obres més importants sobre la història de l'Església a Escòcia.

### Mort
Va morir el 24 de novembre de 1572 a Edimburg. Està enterrat a la catedral de Saint Giles, Edimburg, Escòcia.